# 山中みゆき
山中みゆき（やまなか みゆき）は戦前から戦中に活躍した日本の歌手。
代表曲は、日本ポリドールから発売した「ほんとにほんとにご苦労ね」。
戦後は実娘が芸名を引き継ぎ、吉田正門下で「高原に咲く恋」や橋幸夫、和田弘とマヒナスターズとのデュエット曲などを残した。
さらにその妹も山中沙南子の名で歌手としてデビューしている。